# Orthoperus intersitus
Orthoperus intersitus is een keversoort uit de familie molmkogeltjes (Corylophidae). De wetenschappelijke naam van de soort werd in 1951 gepubliceerd door Nils Bruce.
De soort is aangetroffen in de volgende Europese landen: Bosnië/Hercegovina, Duitsland, Frankrijk, Griekenland, Hongarije, Italië, Kroatië, Spanje en Zwitserland.